# Pietro Tribuno
Pietro Tribuno var den traditionellt sett sjuttonde dogen av Republiken Venedig. Han utnämndes till doge år 888, efter att den gamle dogen Giovanni II Participazio styrt Venedig i några månader (den förra dogen Pietro I Candiano hade dödats i strid med narentinerna). Tribuno skulle komma att regera i 24 år, och hand regeringstid såg en kraftig ökning av Venedigs handel, militära styrka och diplomatiska inflytande.
Efter att ha slagit tillbaka ett storskaligt anfall av magyarerna (ungrarna) år 898 satte Tribuno igång med att kraftigt förstärka Venedigs befästningar. Han byggde bland annat en jättelik mur som skydd mot invasioner. Dessutom fortsatte venetianarnas arbete med att torrlägga havsvikar för att ge bostadsyta.
Tribuno dog år 912, men han hade åstadkommit mycket under sina 24 år. Förutom ovan nämnda bedrifter förhandlade han också fram flera handelsavtal med Karl den Fetes efterträdare i det karolingiska Frankrike, vilket gjorde att Venedigs handel där kraftigt ökade.